# ديفيد غوفرين
ديفيد غوفرين (مواليد 1963 في القدس)، هو دبلوماسي إسرائيلي، شغل منصب سفير إسرائيل لدى مصر من يوليو 2016 حتى مايو 2019. ومنصب سفير إسرائيل لدى المملكة المغربية منذ 2021.

## سيرته
وُلد داڤيد گوڤرين في القدس عام 1963. حصل على دكتوراه في علوم الإسلام والشرق الأوسط من الجامعة العبرية بالقدس. وهو باحث مشارك في معهد ترومان بالجامعة العبرية. وحلل گوڤرين، في رسالته للحصول على الدكتوراه، الخطاب الليبرالي الجديد حول الإصلاحات السياسية والدمقرطة في دول المشرق العربي خلال الأعوام 1990-2005.